# Helge Albin
Helge Christian Albin, född 31 mars 1941, är en svensk jazzmusiker, kompositör, arrangör och professor.
Sedan 1979 är Helge Albin, som bland annat spelar saxofon och flöjt, musikalisk ledare för storbandet Tolvan Big Band.
Albin har varit lektor vid Musikhögskolan i Malmö. År 2005 utnämndes han till professor i jazzimprovisation vid samma institution. 2008 tilldelades Albin Harry Arnolds stipendium. Han blev 2011 års mottagare av Jazz i Malmös hedersutmärkelse Guldnålen. 2017 tilldelades Albin Johnny Bode-stipendiet.
Albins komposition Emerald finns med i filmen Sunes sommar från 1993.